# Principina a Mare
Principina a Mare (prononcé : [printʃiˈpiːna a ˈmaːre]) est une frazione située sur la commune de Grosseto, en Toscane, Italie.

## Géographie
Le village est situé à 12 km du centre de la ville de Grosseto, près du village de Marina di Grosseto. 
Principina est située dans une zone protégée, où il existait un marais jusqu'au début du XXe siècle qui couvrait toute la côte jusqu'à Castiglione della Pescaia. 
Principina est populaire en raison de la proximité avec le fleuve Ombrone et le Parc naturel de la Maremme.

## Description
Principina a Mare est un petit hameau balnéaire situé dans les bois de pins de la mer Tyrrhénienne ; peu peuplé en hiver, il est constitué essentiellement de maisons de vacanciers, hôtels et campings. 

## Lieux dignes d'intérêt
- Tour Trappola, ancienne fortification côtière sienoise,
- Ferme de San Mamiliano, fin XIXe siècle
- Chapelle Santa Maria.
- Dans le centre du village, église moderne Sainte-Thérèse de Lisieux, appartenant à la paroisse de Marina di Grosseto.